# مريم بيداني
مريم بيداني (مواليد 7 يوليو 1972) هي لاعبة تايكوندو مغربية.
شاركت في الألعاب الأولمبية الصيفية لعام 2000 في سيدني. فازت بميدالية ذهبية في بطولة التايكوندو الأفريقية لعام 1996 في جوهانسبرغ.

## روابط خارجية
- مريم بيداني على موقع TaekwondoData.com (الإنجليزية)
- مريم بيداني على موقع اللجنة الأولمبية الدولية (الإنجليزية)
- مريم بيداني على موقع أوليمبيديا (الإنجليزية)